# Бенхамін Мартінес
Бенхамін Мартінес Мартінес (ісп. Benjamín Martínez Martínez, нар. 23 серпня 1987, Тарраса), відомий як Бенха (ісп. Benja) — іспанський футболіст, нападник.

## Ігрова кар'єра
Народився 23 серпня 1987 року в Таррасі. Вихованець футбольної школи клубу «Дамм». Дорослу ігрову кар'єру починав у нижочлігових командах  «Європа» та «Реус».
2009 року перейшов до структури «Барселони», де провів наступні два з половиною роки, виступаючи за  «Барселону Б», другу команду клубу. Проходив збори з головною командою «Барси», брав участь у контрольних іграх у її складі, проте не зумів справити належне враження на її тренерів.
2011 року залишив структуру «Барселони» і протягом наступних п'яти років грав на рівні Сегунди за «Жирону», «Кордову», «Лас-Пальмас», «Сабадель» та «Льягостеру».
Згодом другу половину 2010-х років провів здебільшого на рівні Сегунди Б, де захищав кольори команд «Культураль Леонеса», «Ельче» та «Еркулес».
2021 року став гравцем нижчолігового «Інтерсіті».